# Gabriella Demetriades
Gabriella Demetriades là một người mẫu và diễn viên người Nam Phi. Cô là một thí sinh thi Hoa hậu Ấn Độ Premier League (IPL) Bollywood 2009 và được tạp chí FHM chọn là một ứng cử viên trong "100 phụ nữ quyến rũ nhất thế giới". Demetriades nổi tiếng nhất với vị trí "Hoa hậu IPL Bollywood", trong đó cô đại diện cho đội IPL Deccan Chargeers.

## Nghề nghiệp
Năm 2009, Demetriades đã tham dự cuộc thi Hoa hậu Bollywood SA cùng với 48 phụ nữ Nam Phi khác. Cô đại diện cho Kolkata Knight Riders sau khi được chọn từ đám đông khán giả theo dõi trận đấu cricket giữa hai đội Deccan Chargeers và Rajasthan Royals. Cô ấy đã hoạt động trong bối cảnh quảng cáo của Ấn Độ, gần đây là Quảng cáo Aisha của Điện thoại di động Micromax. Cô đã diễn xuất trong một bài hát quảng cáo của bộ phim Malayalam Rượu vang đỏ, với bài hát Neelakasham kaividum. Demetriades xuất hiện trong một video âm nhạc đối diện với Aditya Narayan, trong đĩa đơn Tu Hi Pyar Hai. Cô cũng xuất hiện trong bộ phim Sonali Cable trong một vai diễn phản diện. Năm 2015, cô đóng vai chính trong bộ phim ngôn ngữ Telugu-Tamil với tên phim Oopiri.

## Cuộc sống cá nhân
Cô có mối quan hệ tình cảm với Arjun Rampal. Vào ngày 23 tháng 4 năm 2019, cô tuyên bố mang thai với người tình Arjun Rampal thông qua một bài đăng trên Instagram.